# Kluky, Písek
Kluky là một làng thuộc huyện Písek, vùng Jihočeský, Cộng hòa Séc.